# Fântaso
Fântaso ou Fantasos (possivelmente do grego Φαντασος, transl. Phantasos, pelo latim Phantasus), na mitologia grega, é o deus da fantasia e um dos oneiros.
É filho de Hipnos (sono) e filho de Nix (noite). Aparece nos sonhos, na forma de objetos inanimados ou "sem vida" (no sentido greco-romano), como rochedos, água e bosques.
Seus dois irmãos, Morfeu - que toma a forma humana e é capaz de imitar mesmo as peculiaridades mais sutis de cada pessoa - e Fobetor (conhecido por outros deuses como Ícelo, seu "verdadeiro nome") - que toma a forma das bestas, podendo imitar as aves, quadrúpedes e serpentes - o auxiliam nos sonhos; Morfeu toma conta dos sonhos plausíveis, enquanto Fobetor dos pesadelos.